# Skarvörarna, Ingå
Skarvörarna är öar i Finland. De ligger i Finska viken och i kommunen Ingå i den ekonomiska regionen  Raseborg i landskapet Nyland, i den södra delen av landet. Öarna ligger omkring 50 kilometer väster om Helsingfors.
Arean för den av öarna koordinaterna pekar på är 3,6 hektar och dess största längd är 280 meter i nord-sydlig riktning.